# Ovactis aequatorialis
Ovactis aequatorialis är en korallart som beskrevs av van Beneden 1897. Ovactis aequatorialis ingår i släktet Ovactis och familjen Arachnactidae. Inga underarter finns listade i Catalogue of Life.